# 李察·威廉·哈沃德·威瑟
李察·威廉·哈沃德·威瑟（英語：Richard William Howard Vyse）（1784年7月25日—1853年6月8日），英國士兵，人類學家和埃及學者。

## 生平
他也是貝弗利（1807至1812年）和弘頓（1812至1818年）選區的國會議員。